# رحمت صادقی
رحمت صادقی استاد دانشگاه و رئیس دانشگاه کردستان بوده‌است.

## استعفا از ریاست دانشگاه کردستان
رحمت صادقی در میانه خیزش ۱۴۰۱ ایران از ریاست دانشگاه کردستان استعفا داد و این استعفا مورد پذیرش وزیر علوم قرار گرفت.